# Lanfranc
Lanfranc (Pavia, v.1005 — 24 de maig del 1089, Canterbury) fou un monjo que es va fer famós com a mestre al monestir benedictí de Bec (Normandia); pel seu prestigi se li va encomanar defensar la tesi de la transsubstanciació en diversos concilis; fou també prior a l'abadia dels Homes a Caen i posteriorment arquebisbe de Canterbury, càrrec que va tenir fins a la seva mort.

## Primers anys
Lanfranc va néixer a Pavia, a començaments del segle xi. Era fill d'un magistrat però aviat va quedar orfe.
Va rebre una educació basada en les arts liberals, cosa bastant comuna en aquella regió del nord d'Itàlia i, després, va estudiar dret civil. Va marxar a treballar de mestre a Avranches (Normandia), on va estar tres anys a l'escola de la catedral. El 1042 va decidir ingressar com a frare a l'abadia benedictina de Nostra Senyora de Bec i va viure allà seguint la vida retirada d'aquest orde religiós.

## Mestre a Bec
Va ser llavors que l'abat Herluin li va encomanar que obrís una escola a Bec, ja que necessitaven diners pel manteniment de la comunitat de monjos. Aviat l'escola va adquirir renom i van arribar alumnes no tan sols de Normandia sinó també de Gascunya, Flandes, Alemanya i Itàlia, molts dels quals van tenir alts càrrecs a l'Església. Un dels seus possibles alumnes es creu que va ser Anselm de Badagio, que fou papa amb el nom d'Alexandre II; un altre fou, Anselm de Bec que seria arquebisbe de Canterbury. Ensenyava el trivium: gramàtica, lògica i retòrica. Per ensenyar lògica va escriure un comentari a les epístoles de sant Pau, les quals descomponia en premisses i conclusions, seguint les regles de la lògica aristotèlica.
Com a conseqüència de la seva creixent reputació Lanfranc fou invitat a defensar la doctrina de la transsubstanciació i es va prendre la tasca molt seriosament, tot i que implicava enfrontar-se dialècticament a Berenguer de Tours, que era conegut i amic seu. Aquest va ser un dels temes que es van tractar als concilis de Vercelli (1050), Tours (1054) i Roma (1059), en què ell va representar l'ortodòxia catòlica. La història atribueix als discursos de Lanfranc el fet que Hildebrand i els altres cardenals de ment més oberta rebutgessin la tesi de Berenguer. Es coneix quin era el punt de vista de Lanfranc pel tractat titulat De corpore et sanguine Domini, que va escriure probablement vers el 1060-63. Tot i que no és un treball que denoti un domini de la metafísica, aquesta obra es va considerar conclusiva sobre el tema i es va fer servir com a llibre de text en les universitats del moment. L'argumentació era una adaptació de la filosofia aristotèlica a la teologia cristiana, on els conceptes de substància i accident es feien servir per explicar la transformació del pa i el vi en l'eucaristia.

## De Bec a Caen
La tradició diu que Lanfranc, mentre era prior de Bec, es va oposar al matrimoni del duc Guillem amb Matilde de Flandes (1053) i va insistir tant que es va guanyar una sentència d'exili, però la disputa va acabar just abans que iniciés el viatge, amb l'arribada d'una aprovació papal per contraure matrimoni. Uns anys després va obtenir la seva tercera victòria sobre Berenguer de Tours (1059).
El 1066 Lanfranc va ser nomenat abat de la recent construïda abadia de sant Esteve a Caen, la qual es deia que va ser fundada per ordre del duc en agraïment per la dispensa papal que va permetre el seu matrimoni. Hi ha autors, però, que dubten que la construcció d'aquesta abadia tingués a veure amb el seu matrimoni. El que si és clar és que, en aquesta època Lanfranc era una persona influent: ell va convèncer Guillem en implantar la reforma de Cluny en els seus territoris i sembla que va mitjançar perquè el duc obtingués el vistiplau papal per la seva conquesta d'Anglaterra, al qual va presentar com un croat contra el cisma i la corrupció.

## Arquebisbe de Canterbury

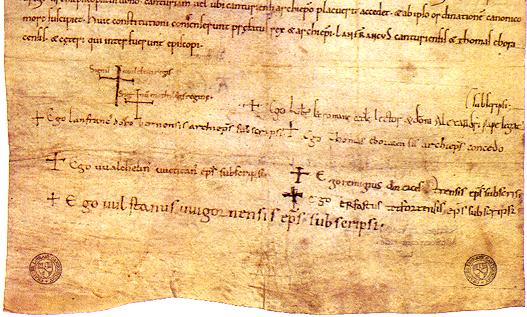
Signatures del concili de Winchester.

El 1067 el càrrec d'arquebisbe de Rouen va quedar vacant i els electors van proposar Lanfranc, però ell va declinar l'honor. Per segona vegada li van oferir un arquebisbat, aquesta vegada va ser el de Canterbury, que implicava ser el cap de l'església d'Anglaterra. L'anterior arquebisbe, Stigand, fou canònicament deposat el 15 d'agost del 1070 i Lanfranc fou consagrat el dia 29 del mateix mes. El càrrec li va permetre aplicar una política de reorganització i reforma. Les primeres dificultats van arribar amb Tomàs de Bayeux, arquebisbe de York, (antic alumne seu) que deia que la seva seu era independent de la de Canterbury i que la seva jurisdicció abastava la major part dels midlands. La disputa va durar anys.
Lanfranc, en la visita que va fer a Roma per ser confirmat en el càrrec d'arquebisbe, va obtenir la següent resposta d'Alexandre II: «la qüestió de la supremacia entre Canterbury i York es decidiria mitjançant un concili». Aquest es va convocar a Winchester el 1072 i les conclusions van ser: l'arquebisbat de Canterbury tindria supremacia, això no obstant mai va arribar la ratificació papal d'aquesta conclusió, potser perquè Alexandre va ser succeït per Gregori VII l'any 1073.
Lanfranc fou conseller del rei Guillem i el va ajudar en mantenir la independència de l'Església d'Anglaterra o, si més no, en mantenir-se neutral en les disputes entre el papat i l'imperi (querella de les investidures). En assumptes interns, Lanfranc va vetllar per eliminar la corrupció dins dels membres dels càrrecs eclesiàstics, fou un generós patró dels monestirs i va reclamar el compliment del celibat en el clergat secular.
Va obtenir el permís del rei per jutjar els assumptes de l'Església en sínodes. En el cas d'Odó de Bayeux (1082) i en el de Guillem de St Calais, bisbe de Durham (1088), va fer servir una suposada ingenuïtat legal per justificar l'enjudiciament de bisbes davant un tribunal laic.
Lanfranc va accelerar el procés de substitució de normands per anglesos en càrrecs d'importància i, encara que els seus nomenats eren generalment respectats, no es pot dir que tots ells fossin millors que els anteriors. En diverses ocasions que Guillem va estar absent d'Anglaterra, aquest li va confiar la regència, però el millor servei que va prestar al Conqueridor va ser quan va detectar la conspiració que els comtes preparaven contra ell l'any 1075. Waltheof, comte de Northúmberland, un dels rebels, es va desdir i va confessar la conspiració a Lanfranc, el qual va instar Roger, comte de Hereford d'abandonar els plans i, per pressionar-lo més, el va excomunicar a ell i als seus adherents. Quan el rei va prendre control de la situació, Lanfranc va intercedir per Waltheof i va aconseguir un any de perdó —que va viure en companyia del bisbe Wulfstan de Worcester— abans de ser executat.
A la mort de Guillem el Conqueridor, el 1087, Lanfranc va donar suport a la successió de Guillem el Roig, malgrat l'oposició dels barons anglonormands. El 1088 les seves exhortacions van esperonar els ànims i la milícia anglesa va fer bàndol contra Odó de Bayeux i els altres partidaris del duc Robert. Predicava dient que Guillem el Roig seria un governant just però quan això no va passar va ser el primer en queixar-se.
El 1089 fou víctima d'unes febres i va morir el 24 de maig. El seu nom va ser inclòs en el Martirologi Romà, amb el rang de beat: el calendari li dedica el dia 28 de maig.